# مقاطعة ديكالب (إلينوي)
مقاطعة ديكالب (بالإنجليزية: DeKalb County)‏ هي إحدى المقاطعات في ولاية إلينوي في الولايات المتحدة الأمريكية.

## أعلام
- إيرني يبرش